# Malay-le-Grand
Malay-le-Grand és un municipi francès, situat al departament del Yonne i a la regió de Borgonya - Franc Comtat. L'any 2007 tenia 1.583 habitants.

## Demografia

### Població
El 2007 la població de fet de Malay-le-Grand era de 1.583 persones. Hi havia 611 famílies, de les quals 133 eren unipersonals (36 homes vivint sols i 97 dones vivint soles), 237 parelles sense fills, 221 parelles amb fills i 20 famílies monoparentals amb fills.
La població ha evolucionat segons el següent gràfic:
Habitants censats

### Habitatges
El 2007 hi havia 702 habitatges, 635 eren l'habitatge principal de la família, 28 eren segones residències i 39 estaven desocupats. 665 eren cases i 32 eren apartaments. Dels 635 habitatges principals, 543 estaven ocupats pels seus propietaris, 77 estaven llogats i ocupats pels llogaters i 14 estaven cedits a títol gratuït; 10 tenien una cambra, 32 en tenien dues, 123 en tenien tres, 215 en tenien quatre i 255 en tenien cinc o més. 507 habitatges disposaven pel capbaix d'una plaça de pàrquing. A 287 habitatges hi havia un automòbil i a 298 n'hi havia dos o més.

### Piràmide de població
La piràmide de població per edats i sexe el 2009 era:
| Homes | Edats   | Dones |
| ----- | ------- | ----- |
| 0     | 95 o +  | 0     |
| 0     | 90 a 94 | 0     |
| 12    | 85 a 89 | 4     |
| 12    | 80 a 84 | 16    |
| 4     | 75 a 79 | 32    |
| 28    | 70 a 74 | 40    |
| 36    | 65 a 69 | 32    |
| 40    | 60 a 64 | 44    |
| 52    | 55 a 59 | 36    |
| 92    | 50 a 54 | 52    |
| 80    | 45 a 49 | 76    |
| 32    | 40 a 44 | 84    |
| 64    | 35 a 39 | 52    |
| 32    | 30 a 34 | 48    |
| 36    | 25 a 29 | 36    |
| 52    | 20 a 24 | 8     |
| 52    | 15 a 19 | 64    |
| 80    | 10 a 14 | 60    |
| 32    | 5 a 9   | 52    |
| 16    | 0 a 4   | 20    |

## Economia
El 2007 la població en edat de treballar era de 1.046 persones, 764 eren actives i 282 eren inactives. De les 764 persones actives 677 estaven ocupades (366 homes i 311 dones) i 86 estaven aturades (35 homes i 51 dones). De les 282 persones inactives 103 estaven jubilades, 91 estaven estudiant i 88 estaven classificades com a «altres inactius».

### Ingressos
El 2009 a Malay-le-Grand hi havia 638 unitats fiscals que integraven 1.536,5 persones, la mediana anual d'ingressos fiscals per persona era de 19.942 €.

### Activitats econòmiques
Dels 88 establiments que hi havia el 2007, 2 eren d'empreses alimentàries, 2 d'empreses de fabricació de material elèctric, 13 d'empreses de fabricació d'altres productes industrials, 14 d'empreses de construcció, 23 d'empreses de comerç i reparació d'automòbils, 8 d'empreses de transport, 4 d'empreses d'hostatgeria i restauració, 5 d'empreses financeres, 3 d'empreses immobiliàries, 8 d'empreses de serveis, 2 d'entitats de l'administració pública i 4 d'empreses classificades com a «altres activitats de serveis».
Dels 20 establiments de servei als particulars que hi havia el 2009, 1 era una oficina de correu, 5 tallers de reparació d'automòbils i de material agrícola, 3 paletes, 2 guixaires pintors, 3 fusteries, 1 lampisteria, 2 electricistes, 1 perruqueria, 1 agència immobiliària i 1 saló de bellesa.
Dels 8 establiments comercials que hi havia el 2009, 1 era un hipermercat, 2 grans superfícies de material de bricolatge, 1 una botiga de més de 120 m², 2 fleques, 1 una llibreria i 1 una botiga d'electrodomèstics.
L'any 2000 a Malay-le-Grand hi havia 8 explotacions agrícoles que ocupaven un total de 388 hectàrees.

## Equipaments sanitaris i escolars
El 2009 hi havia 1 farmàcia i 1 ambulància.
El 2009 hi havia 1 escola maternal i 1 escola elemental.

## Poblacions més properes
El següent diagrama mostra les poblacions més properes.